# 科斯廷布羅德

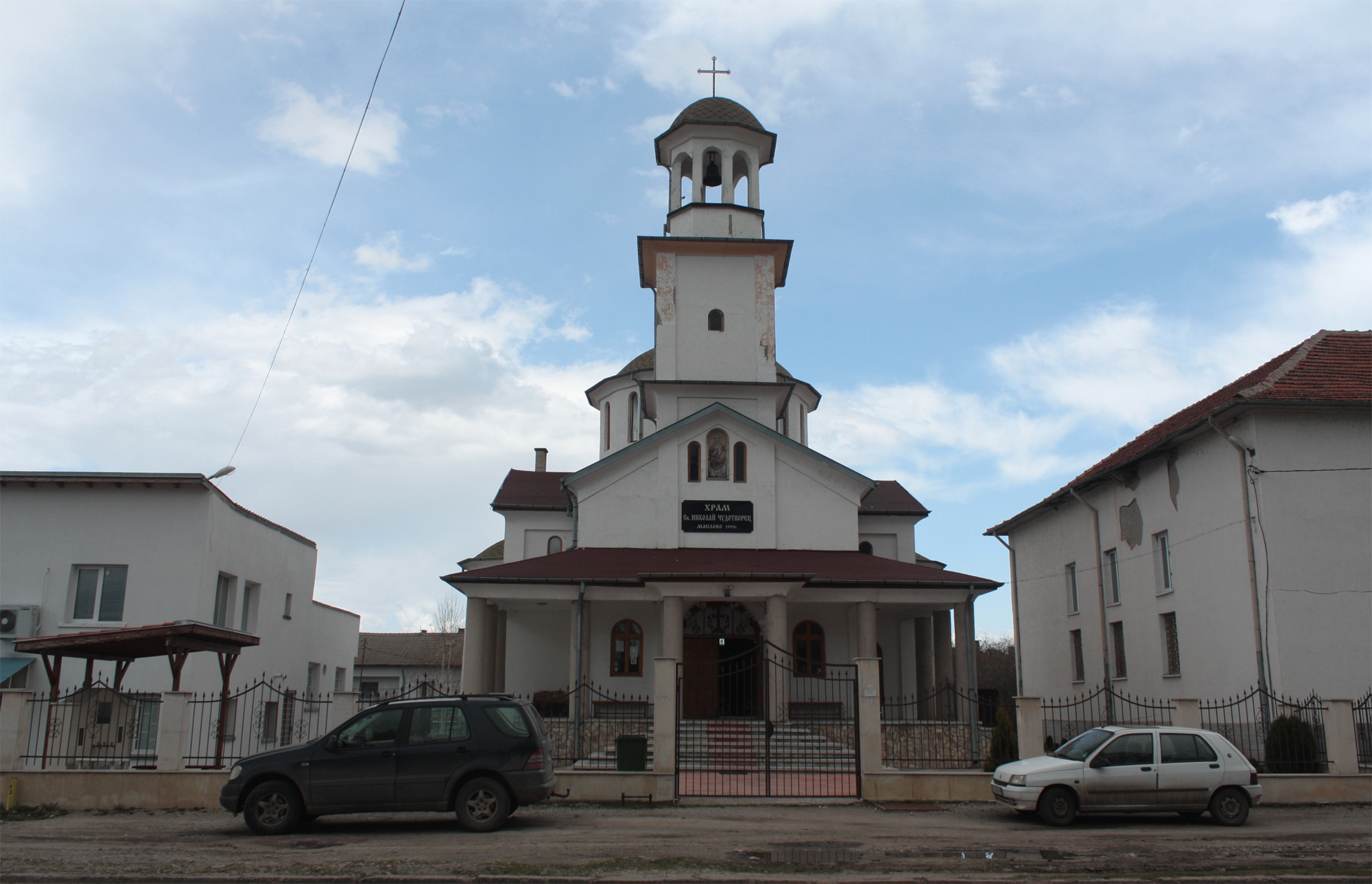
教堂

科斯廷布羅德是保加利亞西部索菲亞州科斯廷布羅德市鎮的城鎮及行政中心，距離首都索菲亞15公里，海拔高度548米，2007年人口15,069，居民主要信奉東正教。

## 外部連結
- Kostinbrod municipality website （页面存档备份，存于）